# Anchor (película)
Anchor (en hangul, 앵커; romanización revisada del coreano: Aeng-keo) es una película surcoreana escrita y dirigida por Jung Ji-yeon, y protagonizada por Chun Woo-hee, Shin Ha-kyun y Lee Hye-young. Se estrenó en Corea del Sur el 20 de abril de 2022.

## Sinopsis
«Me encantaría que la presentadora Jeong Se-ra diera la noticia de mi muerte». Cinco minutos antes de una transmisión en vivo, alguien que dice que va a ser asesinado llama a la presentadora de la emisora, Se-ra (Chun Woo-hee). Se-ra intenta considerarlo una llamada de broma, pero la llamada la trastorna. Su madre, So-young (Lee Hye-young), le dice que es una oportunidad para convertirse en una verdadera presentadora.
Se-ra se dirige a la casa del informante y ve los cuerpos de Mi-so y su hija. Después de ese día, la imagen de Mi-so muerta comienza a aparecer frente a Se-ra. En la escena del incidente se encuentra con In-ho (Shin Ha-kyun), el psiquiatra de Mi-so. Las sospechas de Sera sobre él van en aumento.

## Reparto
- Chun Woo-hee como Jung Se-ra, la presentadora principal de un canal de televisión.[1][3][4][5]
- Shin Ha-kyun como In-ho, un médico y el espíritu de una informante muerta.[1][6]
- Lee Hye-young como Lee So-jeong, la madre de Se-ra, que está obsesionada con el puesto de presentadora principal de noticias de su hija.[1][3]
- Cha Rae-hyung como Min Ki-tae.
- Park Ji-hyun como Seo Seung-ah.[7][8]
- Nam Moon-cheol como el jefe de la agencia de noticias.[9]
- Im Seong-jae como el detective Kim.
- Kim Chul-yoon como el detective Oh.
- Kim Young-pil como Heo Ki-jeong.
- Lee Hae-woon como el periodista Han.
- Jung Soon-won como el PD Choi.
- Park Se-hyun como Yoon Mi-so.
- Seo Yi-soo como Yuna.
- Kim Young-ah como la profesora Han Young-ok.
- Seo Ji-seung como Yoo-ri.
- Eun-sol como una presentadora.
- Han Sa-myung como un periodista gráfico.
- Shin Hee-cheol como un periodista.
- Ahn Min-young como la madre de Mi-so.

## Producción y estreno
Anchor supone el debut como directora de Jung Ji-yeon. Por otra parte, fue uno de los últimos trabajos de Nam Moon-cheol, pues el actor falleció en octubre de 2021.
La productora confirmó el reparto de la película en noviembre de 2019. El día 9 de ese mes comenzó el rodaje. El 21 de marzo de 2022 se publicó un cartel con la imagen de la protagonista. El 15 de abril Chu Woo-hee y Shin Ha-kyun presentaron la película en el programa Powertime de SBS Radio, durante el cual ella contó que había practicado junto a un locutor real para preparar su papel.
Anchor se estrenó en Corea del Sur el 20 de abril de 2022. Al 4 de septiembre, se había exhibido en 1032 salas para un público de 171 000 espectadores, que habían dejado en taquilla el equivalente a 1 211 879 dólares norteamericanos. La película resultaba en la decimonovena posición por taquilla entre las surcoreanas estrenadas en el año.
La distribución de la película hizo que apareciera simultáneamente a otra protagonizada por la misma Chu Woo-hee, I Want to Know Your Parents, por lo que estuvieron en cartelera una al lado de otra.

## Crítica
Panos Kotzathanasis (HanCinema) escribe a propósito de Anchor que la guionista y directora Jung Ji-yeon presenta un thriller criminal que se desarrolla en varios niveles, hasta el punto de que la trama (que sin embargo es de gran interés y con muchos giros intrigantes) parece casi una excusa para tratar otros temas. Sobre todo, el lugar de la mujer en la sociedad coreana, tanto en el mundo profesional (donde en un mundo dominado por hombres sabe que al mínimo error perderá el puesto) como en el personal, donde la protagonista sufre las presiones tanto de su marido como de su madre, «a ninguno de los cuales parece importarle lo más mínimo lo que ella quiere [...] La forma en que algunos padres necesitan perseguir sus propios sueños a través de sus hijos y cómo perjudica a estos últimos también se presenta aquí de manera bastante elocuente, extendiéndose también al concepto general de maternidad, junto con los de arrepentimiento y dolor». Kotzathanasis destaca la labor de Chun Woo-hee, quien «ofrece otra actuación asombrosa [...] en un papel verdaderamente exigente, particularmente debido a las transformaciones que conlleva».
Kang Hyo-jin (SpoTV News) también elogia la actuación de Chun Woo-hee, y nota que «la fuerza de la película es que describe cuidadosamente la presión psicológica, que asfixia desde el principio hasta el final. Al mezclar la meticulosa puesta en escena, el sonido y la energía de los actores, Se-ra transmite la carga que siente a la audiencia fuera de la pantalla», pero la segunda parte es decepcionante por el modo en que resuelve el misterio, además de adolecer de un excesivo metraje.

## Premios y nominaciones
| Año  | Premio                       | Categoría    | Candidato    | Resultado | Ref.   |
| ---- | ---------------------------- | ------------ | ------------ | --------- | ------ |
| 2022 | 27th Chunsa Film Art Awards  | Mejor actriz | Chun Woo-hee | Nominada  | [ 16 ] |
| 2022 | 31st Buil Film Awards        | Mejor actriz | Chun Woo-hee | Nominada  | [ 17 ] |
| 2022 | 43rd Blue Dragon Film Awards | Mejor actriz | Chun Woo-hee | Nominada  | [ 18 ] |